# Rózsáshasú pinty
A rózsáshasú pinty (Passerina rositae) a madarak osztályának a verébalakúak (Passeriformes) rendjébe és a kardinálispintyfélék (Cardinalidae) családjába tartozó faj.

## Rendszerezése
A fajt George Newbold Lawrence amerikai üzletember és amatőr ornitológus írta le 1874-ben, a Cyanospiza nembe Cyanospiza rositae néven.

## Előfordulása
Mexikó déli részén honos. Természetes élőhelyei a szubtrópusi és trópusi síkvidéki esőerdők, valamint száraz erdők és mocsári erdők.

## Megjelenése
Testhossza 15 centiméter.

## Természetvédelmi helyzete
Az elterjedési területe kicsi, egyedszáma viszont stabil. A Természetvédelmi Világszövetség Vörös listáján mérsékelten fenyegetett fajként szerepel.